# Cantó de Condé-en-Brie
El cantó de Condé-en-Brie és un cantó francès del departament de l'Aisne, situat al districte de Château-Thierry. Té 27 municipis i el cap és Condé-en-Brie.

## Municipis
- Artonges
- Barzy-sur-Marne
- Baulne-en-Brie
- Celles-lès-Condé
- La Celle-sous-Montmirail
- La Chapelle-Monthodon
- Chartèves
- Condé-en-Brie
- Connigis
- Courboin
- Courtemont-Varennes
- Crézancy
- Fontenelle-en-Brie
- Jaulgonne
- Marchais-en-Brie
- Mézy-Moulins
- Monthurel
- Montigny-lès-Condé
- Montlevon
- Pargny-la-Dhuys
- Passy-sur-Marne
- Reuilly-Sauvigny
- Rozoy-Bellevalle
- Saint-Agnan
- Saint-Eugène
- Trélou-sur-Marne
- Viffort

## Història
| Data d'elecció                           | Identitat        | Partit               | Qualitat |
| ---------------------------------------- | ---------------- | -------------------- | -------- |
| 1945-1976                                | M. Lamarre       | radical, després MRG |          |
| 1976-1982                                | Daniel Fontaine  | PCF                  |          |
| 1982-2003                                | Jacques Larangot | UDF                  |          |
| 2001-2003                                | Jacqueline Dupic | UDF, després UMP     |          |
| 2003-                                    | Éric Mangin      | UMP                  |          |
| les dades anteriors no són pas conegudes |                  |                      |          |
|                                          |                  |                      |          |

## Demografia
| A partir de 1990: Població sense dobles comptes |